# フー・アイ・アム (メラニー・チズムの曲)
「フー・アイ・アム」（Who I Am）はスパイス・ガールズのメンバー、メラニー・チズムの8枚目のアルバム『メラニーC』に収録されている曲で、リードシングルとしてリリースされた。スパイス・ガールズの代表曲「ワナビー」を手がけたリチャード・スタッナードとの共作。

## 解説
この曲はメラニーにとってパーソナルかつ内省的な曲であり、人生の半分を人々の目に晒されてきた後、彼女が自分自身を肯定できるようになるまでの道筋が語られている。彼女は人生の中でいかに変化してきたか、勇気を出したことで自分をより表現できるようになり今のような女性になれたとインタビューで語った。
ビデオの中でメラニーは過去の自分の印象的なルックを再現している、シルヴィー・ウェーバーが監督。
2022年には同名の自叙伝を出版した。

## トラックリスト
| #  | タイトル                       | 作詞 | 作曲・編曲 |
| -- | ------------------------------ | ---- | ---------- |
| 1. | 「フー・アイ・アム」(Who I Am) |      |            |

| #  | タイトル                                                                          | 作詞 | 作曲・編曲 | 時間 |
| -- | --------------------------------------------------------------------------------- | ---- | ---------- | ---- |
| 1. | 「フー・アイ・アム（ジョー・ゴッダド・リミックス）」(Who I Am (Joe Goddad Remix)) |      |            | 3:45 |

## チャート成績
| チャート（2020年）                                            | 最高順位 |
| ------------------------------------------------------------- | -------- |
| イギリス・シングルセールスチャート100（全英シングルチャート） | 27       |